# Rent (musical)
Rent – musical Jonathana Larsona (kompozytor, autor libretta i tekstów piosenek), będący uwspółcześnioną wersją opery Giacomo Pucciniego Cyganeria. Opisuje rok życia grupy młodych artystów, walczących o przetrwanie w ubogiej dzielnicy Nowego Jorku Lower East Side w epoce AIDS. Jest jednym z pierwszych dzieł scenicznych dotykających tematyki narkomanii, homoseksualności i transseksualizmu. Porusza kontrowersyjne tematy trzymając się konwencji rock opery.
Musical zdobył wiele nagród, między innymi Tony Award za najlepszy musical oraz Nagrodę Pulitzera w kategorii dramatu. Jego premiera odbyła się 25 stycznia 1996 w New York Theatre Workshop. Twórca musicalu, Jonathan Larson zmarł nagle nad ranem w dniu premiery.

## Historia spektaklu

### Geneza

#### Koncepcja
W 1988 r. dramaturg Billy Aronson chciał stworzyć musical na podstawie Cyganerii Giacoma Pucciniego przeniesionej do współczesnego Nowego Jorku. W 1989 roku Jonathan Larson, 29-letni kompozytor rozpoczął z Aronsonem współpracę nad tym projektem, komponując utwory (później włączone do musicalu) – Santa Fe, Splatter (później tytuł zmieniony na Rent) oraz I Should Tell You. Różnice w dalszych koncepcjach spowodowały, że w 1991 roku Larson poprosił Aronsona o pozwolenie na zrealizowanie samodzielne dzieła według własnej koncepcji. Jego celem było napisanie opery rockowej, "zaprezentowanie teatru muzycznego pokoleniu MTV". Aronson i Larson zawarli umowę, że jeśli sztuka pojawi się na Broadwayu, Aronson otrzyma udział w dochodach.

#### Wstępne etapy
Jonathan Larson skoncentrował się na tworzeniu Rent na początku lat dziewięćdziesiątych, w ciągu siedmiu lat stworzył setki utworów dokonując wielu zasadniczych zmian (dzieło ostatecznie zawiera czterdzieści dwa utwory), zarabiając w tym czasie na utrzymanie jako kelner w restauracji. Jesienią 1992 roku Larson zaprezentował dyrektorowi artystycznemu New York Theatre Workshop, Jamesowi Nicolowi, taśmę i skrypt. Pierwsze próby czytane miały miejsce w marcu 1993 roku ukazując wiele problemów wynikających z długości i skomplikowania utworu.

#### Przed prapremierą
Pomiędzy 1994 a 1996 rokiem spektakl był próbnie wystawiany na deskach off-broadwayowskiego teatru New York Theatre Workshop, większość utworów z tego okresu nie znalazła się w ostatecznym dziele. Premierę zapowiedziano na 25 stycznia 1996 roku. W noc poprzedzającą premierę autor dzieła zmarł nagle w swoim mieszkaniu z powodu tętniaka aorty, spowodowanego najprawdopodobniej przez zespół Marfana. Wcześniej był na obserwacji w 2 szpitalach, lecz nie został właściwie zdiagnozowany.

### Prapremiera

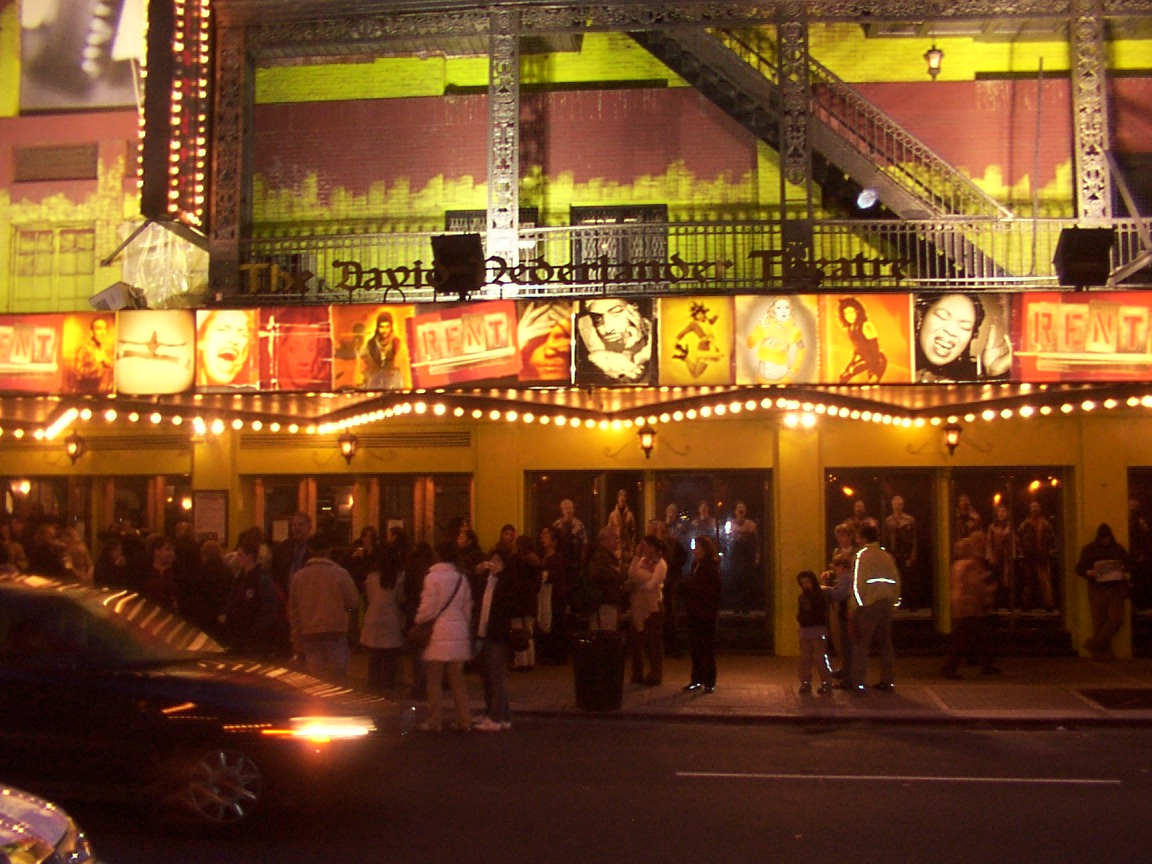
Rent w Nederlander Theatre

Reżyser (Michael Greif) początkowo nie wiedział, co zrobić. Przedstawienie premierowe miało zostać odwołane, lecz z woli rodziców Larsona odbyło się. Rozpoczęło się w wersji koncertowej, przybici aktorzy śpiewali na siedząco. Stopniowo wykonawcy zaczęli wchodzić w swoje role i akt II został zaprezentowany normalnie, z pełnym ruchem scenicznym itp..
W premierowej obsadzie wystąpili:
- Anthony Rapp – Mark Cohen
- Adam Pascal – Roger Davis
- Daphne Rubin-Vega – Mimi Marquez
- Jesse L. Martin – Tom Collins
- Wilson Jermaine Heredia – Angel Dumott Schunard
- Idina Menzel – Maureen Johnson
- Fredi Walker – Joanne Jefferson
- Taye Diggs – Benjamin Coffin III

Większość obsady debiutowała tym występem jako wykonawcy.
Dalsze występy przebiegły zgodnie z planem, spektakl błyskawicznie zdobył popularność, na co miały wpływ entuzjastyczne recenzje i okoliczności śmierci kompozytora. Wkrótce 150 osobowa widownia New York Theatre Workshop okazała się za mała. Ze względu na przytłaczającą popularność spektakl został przeniesiony na Broadway do Nederlander Theatre w dniu 29 kwietnia 1996 roku.
Producenci wprowadzili zwyczaj losowania tanich 20 dolarowych biletów do nabycia w dniu spektaklu, co przyczyniło się do wzrostu popularności teatru muzycznego wśród młodszego pokolenia. W dniu 24 kwietnia 2006 odbył się charytatywny spektakl z udziałem oryginalnej obsady, który zebrał 2 miliony dolarów dla fundacji: Jonathan Larson Performing Arts Foundation oraz Friends In Deed.
Spektakl został wystawiony po raz ostatni w dniu 7 września 2008 roku jako 5124 przedstawienie, co czyni go dziewiątym najdłużej granym na Broadwayu. Ostatni występ został zarejestrowany i wyświetlony w kinach oraz wydany na DVD i Blu-ray. Produkcja zarobiła łącznie ponad 280 milionów dolarów.

#### Revival na off-Broadwayu
W dniu 11 sierpnia 2011 spektakl wrócił na sceny Nowego Jorku, był wystawiany na off-broadwayowskiej scenie New World Stages, ponownie w reżyserii Michaela Greifa. Ostatnie 350 przedstawienie wystawiono 9 września 2012 roku.

### Pozostałe inscenizacje

#### Polska
Do chwili obecnej miało miejsce 5 polskich inscenizacji Rent.

##### Gdańsk
Polska prapremiera miała miejsce w Gdańsku, w Centrum Stocznia Gdańska dnia 15 kwietnia 2005 roku. Sztukę wystawił w oryginale (po angielsku) zespół Maybe Theatre Company, amatorski teatr działający przy katedrze anglistyki Uniwersytetu Gdańskiego. Spektakl reżyserował Paweł Lewandowski, w rolach głównych wystąpili: Łukasz Tartas jako Mark, Marcin Szczepański jako Roger, Joanna Knitter jako Joanne, Łukasz Wesołowski jako Angel.

##### Chorzów
Pierwsza polskojęzyczna adaptacja Rent (przekład: Paweł Marcinkiewicz) miała premierę 22 grudnia 2006 roku w Teatrze Rozrywki w Chorzowie. Reżyserował Ingmar Villqist, w rolach głównych wystąpili: Artur Święs jako Mark, Maciej Balcar jako Roger, Alona Szostak w roli Mimi, Dominik Koralewski jako Collins, Jakub Lewandowski jako Angel, Anna Sroka jako Maureen, Izabela Malik jako Joanne.

##### Szczecin
Trzecia adaptacja musicalu miała premierę w szczecińskiej Operze na Zamku 7 listopada 2008. Sztukę reżyserował na podstawie własnego tłumaczenia Andrzej Ozga, kierownictwo muzyczne Maciej Cybulski, scenografia i kostiumy Mariusz Napierała, choreografia Tomasz Tworkowski w rolach głównych wystąpili: Grzegorz Duda jako Mark, Janusz Kruciński jako Roger, Karolina Adamska jako Mimi, Mateusz Brzeziński jako Collins, Filip Cembala jako Angel, Renata Gosławska jako Maureen, Dorota Pawłowska jako Joanne.
Ostatnie przedstawienie odbyło się najprawdopodobniej 10 czerwca 2010.

##### Warszawa
24 października 2014 odbyła się warszawska premiera w teatrze Teatrze Rampa. Reżyserował Jakub Szydłowski według tłumaczenia Andrzeja Ozgi. W rolach głównych wystąpili: Jakub Wocial jako Mark, Rafał Drozd jako Roger (2 obsada to Konrad Marszałek), Ewa Lachowicz jako Mimi (2 obsada – Kamila Boruta), Łukasz Talik jako Collins, Krzysztof Broda-Żurawski jako Angel, Agnieszka Fajlhauer jako Maureen oraz Brygida Turowska jako Joanne. Ostatnie 40 wystawienie miało miejsce się 13 marca 2016.
Kraków
7 grudnia 2024 roku odbyła się krakowska premiera w Teatrze Variété. Za reżyserię i inscenizację spektaklu odpowiedzialny jest Jakub Wocial, a współreżyserem, inscenizatorem oraz choreografem widowiska jest Santiago Bello. Wykorzystano tłumaczenie Andrzeja Ozgi. Spektakl wystawiono w podwójnej obsadzie:  Jan Traczyk i Jakub Wocial jako Roger Davis, Wojciech Bochra i Michał Słomka jako Mark Cohen, Malwina Kusior i Marta Zalewska (również kierowniczka muzyczna) jako Mimi Márquez, Patryk Bartoszewicz oraz Kamil Olczyk w roli Toma Collinsa, Krystian Embradora i Jakub Szyperski jako Angel Dumott Schunard, Natalia Kujawa i Małgorzata Majerska jako Maureen Johnson, Sabina Karwala i Julia Pawlak w roli Joanne Jefferson oraz Michał Domagała i Kamil Krupicz jako Benjamin "Benny" Coffin III.

#### Świat
Musical był wystawiany w wielu krajach świata, poza Polską również m.in. w: Danii, Estonii, Finlandii, Islandii, Irlandii, Norwegii, Szwecji, Belgii, Holandii, Irlandii, Meksyku, Panamie, Boliwii, Brazylii, Argentynie, Rosji, Chinach, Korei Południowej, Kanadzie, Wielkiej Brytanii, Tajwanie, Japonii, Filipinach, Singapurze, Tajlandii, RPA, Australii, Nowej Zelandii, Izraelu, Puerto Rico, Austrii, Peru oraz Trynidadzie i Tobago.
Poza angielską powstały 22 wersje językowe: duńska, estońska, fińska, islandzka, norweska, szwedzka, holenderska, francuska, niemiecka, portugalska, hiszpańska, włoska, węgierska, polska, słowacka, grecka, rosyjska, chińska (mandaryńska oraz kantońska), koreańska, japońska i hebrajska.

## Inspiracje
Podstawową inspiracją dla Larsona jest opera Giacoma Pucciniego Cyganeria. Symbolicznie premiera Rent została zaplanowana prawie dokładnie w stulecie światowej prapremiery Cyganerii. Oba dzieła opowiadają o życiu ubogich młodych artystów zagrożonych śmiertelną chorobą (gruźlica w Cyganerii, AIDS w Rent).
Nazwiska i charaktery postaci z Rent również silnie nawiązują do postaci z opery Pucciniego.
| Rent                                                 | Cyganeria                        |
| ---------------------------------------------------- | -------------------------------- |
| Mark Cohen, niezależny filmowiec                     | Marcello, malarz                 |
| Roger Davis, piosenkarz, nosiciel HIV                | Rodolfo, poeta                   |
| Mimi Marquez, tancerka, nosicielka HIV               | Mimi, krawcowa chora na gruźlicę |
| Angel Dumott Schunard, drag queen, muzyk             | Schaunard, muzyk                 |
| Tom Collins, informatyk i filozof                    | Colline, filozof                 |
| Maureen Johnson, performerka                         | Musetta, śpiewaczka              |
| Joanne Jefferson, prawnik                            | Alcindoro, radca stanu           |
| Benjamin "Benny" Coffin III, właściciel kilku loftów | Benoit, właściciel kamienicy     |

Rent odwołuje się do Cyganerii w wielu momentach. Nawiązania w warstwie muzycznej:
- Powracający motyw, grany przez Rogera na gitarze, kiedy próbuje skomponować piosenkę, opiera się na arii Musetty z II aktu Cyganerii - Quando men vo
- W utworze La Vie Boheme, kiedy Roger gra swój gitarowy motyw, Mark komentuje to słowami "nie przypomina walca Musetty" (Walc Musetty to inna nazwa Quando men vo)
- Również w innych utworach pojawiają się muzyczne aluzje do Quando men vo, ale nie są już tak bezpośrednie

Nawiązania w tekstach i tytułach piosenek:
- Tytuł utworu "Tango: Maureen" to znowu nawiązanie do Walca Musetty.
- Utwór Light My Candle nawiązuje w tekście do arii Rodolfa Che gelida manina ("Jaka zimna rączka"), arii Mimì Si, mi chiamano Mimì ("Tak, zwą mnie Mimi") oraz ich duetu O soave fanciulla ("O, piękna dziewczyno!")
- Tytuł utworu La Vie Bohème to nawiązanie wprost do oryginalnego tytułu Cyganerii (La Bohème)

W musicalu twórca zawarł również wątki autobiograficzne:
- żył latami w dzielnicy artystycznej, utrzymując się z pracy dorywczej (kelner).
- przeniósł elementy wyposażenia swego ówczesnego mieszkania na scenę – nielegalny piec opalany drewnem, wanna w środku kuchni, zepsuty domofon, klucz zrzucany gościom.
- Larson, podobnie jak Mark, został porzucony przez swoją dziewczynę dla kobiety.
- uczestniczył regularnie w spotkaniach grupy wsparcia nosicieli wirusa HIV, samemu nie będąc zarażony – odgrywał więc rolę obserwatora, jak postać Marka
- Słowa użyte w tytule i tekście piosenki Will I? ("Will I loose my dignity?" – "Czy utracę godność?") zostały wypowiedziane przez jednego z członków tej grupy wsparcia
- imiona postaci wymienione w tym utworze są imionami przyjaciół Larsona zmarłymi na AIDS

## Główne postaci

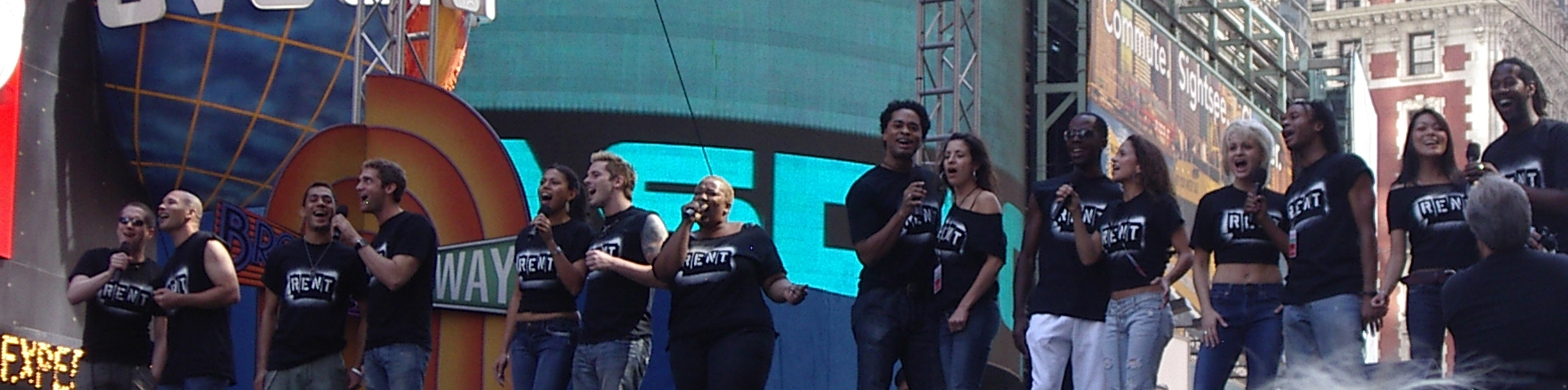
Obsada Rent w 2005

- Mark Cohen – twórca filmu dokumentalnego. Narrator spektaklu. Jest współlokatorem Rogera (wcześniej był współlokatorem Collinsa), były chłopak Maureen. Alter ego autora musicalu Jonathana Larsona. Głos: Baryton/Niski tenor
- Roger Davis – muzyk zakażony wirusem HIV, były narkoman, współlokator Marka. Jego marzeniem jest napisać przed śmiercią piosenkę, która będzie zapamiętana. Głos: Tenor
- Mimi Márquez – tancerka klubowa, narkomanka, zakażona HIV. Mieszka pod Markiem i Rogerem, zaleca się do Rogera. Jest byłą dziewczyną Benny'ego. Głos: Kontralt z beltem.
- Tom Collins – gej chorujący na AIDS. Geniusz informatyczny, nauczyciel, anarchistyczny włóczęga. Były współlokator Rogera, Marka, Benny'ego i Maureen, wyprowadził się do Angela. Głos: Baryton/Tenor
- Angel Dumott Schunard – drag-queen, perkusista, zarażony AIDS. Jest zakochany w Tomie. Głos: Tenor (z szerokim falsetem).
- Maureen Johnson – biseksualna artystka performance. Była dziewczyna Marka i aktualna dziewczyna Joanne. Głos: Mezzosopran z beltem.
- Joanne Jefferson – prawniczka, lesbijka – dla której Maureen porzuciła Marka. Głos: Kontralt.
- Benjamin "Benny" Coffin III – wynajmuje mieszkanie Markowi, Rogerowi i Mimi. Wcześniej ich współlokator, wżenił się w bogatą rodzinę. Głos: Baryton.

Epizody
- Mrs. Cohen – stereotypowo żydowska matka Marka. Jej wiadomości na sekretarce telefonu stanowią podstawę utworów: Voicemail 1, Voicemail 3 i Voicemail 5.
- Alexi Darling – producentka telewizyjna, która próbuje zatrudnić Marka po obejrzeniu jego filmu. W Voicemail 3 i Voicemail 4.
- Pan i Pani Jefferson – rodzice Joanne Jefferson, wiadomości Voicemail 2. Pan Jefferson jest również jednym z wykonawców Voicemail 5.
- Pani Davis – matka Rogera, która zostawia wiadomość w Voicemail 5
- Pani Marquez – hiszpańskojęzyczna mama Mimi, śpiewa po hiszpańsku w Voicemail 5,
- Pan Grey – teść Benny'ego.
- The Man – lokalny diler narkotyków, u którego zaopatruje się Mimi. Jest inspirowany występującą w Cyganerii postacią Parpignola, sprzedawcy zabawek[17].
- Gordon – jeden z członków "Life Support". Gra również postać Mana.
- Steve – jeden z członków "Life Support". Zazwyczaj gra też postać Kelnera.
- Ali – jeden z członków "Life Support".
- Pam – jeden z członków "Life Support".
- Sue – jeden z członków "Life Support".
- Squeegee Man – chłopak myjący szyby aut.

## Streszczenie

### Akt I
Wieczór wigilijny, godzina dziewiąta wieczorem. Na Manhattanie, w poprzemysłowym lofcie mieszka dwóch przyjaciół – Mark i Roger. Mark zaczyna kręcić film dokumentalny, filmując wszystko, co dzieje się dookoła niego. Jego współmieszkaniec Roger usiłuje nastroić swoją gitarę elektryczną, na której nie grał przez cały rok (Tune Up #1). Ich rozmowę przerywa telefon matki Marka, która nagrywa się na sekretarkę (Voicemail #1).
Przyjaciele dostają również telefon od Collinsa, który przybył pod ich dom i dzwoni z budki telefonicznej. Tym razem odbierają i Mark zrzuca mu klucz. Jednak Collins zostaje pobity na ulicy zanim zdąży wejść. Następnie dzwoni Benjamin Coffin III – "Benny", który mieszkał dawniej wraz z Markiem, Rogerem, Collinsem oraz Maureen w lofcie, a obecnie jest właścicielem budynku, w którym nadal mieszkają Mark i Roger). Teraz domaga się zapłaty zaległego czynszu (tytułowy „rent”) i jest już w drodze, żeby ją odebrać. Z rozmowy dowiadujemy się również, że tej nocy odbędzie się performance Maureen, byłej dziewczyny Marka, która zostawiła go dla prawniczki – Joanne. Podczas, gdy Roger stroi gitarę, nagle wysiada prąd (Tune Up #2).
Mark i Roger palą scenariusze i plakaty w swoim nielegalnym piecu, zapalają też świeczki. Zastanawiają się nad tym, jak zapłacą czynsz. W tym samym czasie Joanne prowadzi rozmowę telefoniczną z Maureen. Informuje ją, że zepsuł się delay, ale nie chce, by Maureen prosiła o pomoc Marka. Pobity Collins traci przytomność. Benny rozmawia przez telefon ze swoją żoną Alison. Połączenie Joanne i Maureen zostaje przerwane, a w chwilę później Mark dostaje telefon od Maureen, która prosi go o pomoc. Mark obiecuje przyjść. Roger, Mark i cała obsada odmawiają zapłaty czynszu. (Rent)
Tymczasem Angel odnajduje pobitego Collinsa na ulicy (You Okay Honey?) i wprowadza go do mieszkania. Na poddaszu – Mark wychodzi, przypominając Rogerowi o zażyciu AZT (Tune Up #3). Roger próbuje napisać piosenkę, która go unieśmiertelni, zanim umrze na AIDS (One Song Glory). Nagle rozlega się pukanie. To sąsiadka z dołu, tancerka w klubie go-go Mimi Marquez, przychodzi, żeby prosić Rogera o zapalenie świeczki. Kilkakrotnie jednak ją zdmuchuje, i wraca. Zarówno Mimi, jak i Roger znajdują również inne preteksty, żeby dziewczyna została z nim dłużej. (Light My Candle)
Do Joanne, która przygotowuje performance Maureen dzwonią rodzice (Voicemail #2). Angel, jako drag queen i Collins przybywają z zakupami. Angel wyjaśnia, jak zarobił dużo pieniędzy, w bardzo podejrzany sposób (Today 4 U). Benny przybywa z ofertą: jeśli Mark przekona Maureen, aby odwołała swój performance, mający formę protestu w imieniu bezdomnych, on pozwoli im dalej mieszkać bez opłat. Mark odrzuca ofertę. Po wyjściu Benny'ego Angel i Collins zapraszają Marka i Rogera do udziału w zebraniu lokalnej grupy wsparcia nosicieli HIV (You'll See).
Mark idzie naprawić sprzęt nagłaśniający na performance Maureen. Na miejscu spotyka jednak Joanne. Po początkowej nieufności, znajdują wspólny język – użalają się nad trudnym do zniesienia charakterem Maureen. (Tango: Maureen).
Mark przychodzi spóźniony na spotkanie grupy wsparcia (Life Support). W międzyczasie Mimi próbuje uwieść Rogera (Out Tonight), ale zostaje przez niego odrzucona (Another Day). Mimi wraz z członkami grupy wsparcia głoszą zasadę, by żyć tak, jakby każdy dzień miał być naszym ostatnim. Roger zostaje sam w pustym mieszkaniu i zadręcza się koszmarem własnej śmierci na AIDS. Równolegle jeden z członków grupy wsparcia zadaje pytanie „Czy utracę godność?”. Kolejno dołączają się do niego pozostali uczestnicy, a także Roger (Will I?).
Po spotkaniu Collins, Mark i Angel spotykają na ulicy bezdomną handlarkę, której chcą pomóc, ale ta jest zła na Marka i nie pozwala się filmować (On the Street). Collins zwierza się ze swego marzenia o ucieczce z Nowego Jorku i o otwarciu restauracji w odległym, słonecznym Santa Fe. Wkrótce potem Collins i Angel wyznają sobie miłość (I'll Cover You).
Joanne, korzystając z dwóch telefonów, prowadzi jednocześnie trzy rozmowy telefoniczne, koordynując przygotowania do protestu (We're Okay).
Christmas Bells to montaż scen, mający miejsce na bazarze Św. Marka. Bezdomni skarżą się na brak miejsca do spędzenia Bożego Narodzenia. Angel kupuje Collinsowi nowy płaszcz. Roger zaprasza Mimi na performance Maureen i na kolację po nim. Zaczyna padać śnieg i wszyscy ruszają na protest.
Maureen przybywa odegrać monodram – abstrakcyjną krytykę kierowaną w stronę nowobogackiego Benny'ego z wykorzystaniem metaforycznej historii, zainspirowanej staroangielskim wierszykiem „Hey Diddle Diddle”. Opowiada o tym, jak we śnie znalazła się na pustyni, zwanej Cyberland, bardzo spragniona. Spotkała krowę o imieniu Elsie, a także buldoga imieniem Benny. Powtarzający się refren mówi, że „jedyne, co trzeba zrobić, to przeskoczyć księżyc”. Pojawia się również gra słowna, ponieważ księżyc – po angielsku „moon”, brzmi podobnie do „muczenia”, odgłosu wydawanego przez krowę. Na końcu Maureen namawia wszystkich do głośnego muczenia, na znak protestu (Over The Moon). Spektakl kończy się gromadnym muczeniem wszystkich widzów (w tym fragmencie spektaklu zwykle aktywnie uczestniczy publiczność oglądająca przedstawienie).
Po proteście grupa przyjaciół w komplecie przenosi się do lokalu Life Cafe, gdzie spotykają również Benny'ego i jego kontrahentów. Benny krytykuje styl życia byłych kolegów twierdząc, że cyganeria już nie istnieje. Sprowokowani artyści przedstawiają swój manifest życiowy pełen prowokacji intelektualnych i obyczajowych (La Vie Boheme A). Mimi oskarża Rogera o ignorowanie jej. Roger stara się wyjaśnić swą wstrzemięźliwość, tłumacząc, że jako naznaczony nie może się zaangażować. Nagle dzwonią beepery obojga, przypominając o porze zażycia AZT. Odkrywają, że oboje są w tej samej sytuacji – zarażeni wirusem HIV. Roger nie broni się dłużej przed uczuciem (I Should Tell You).

Wraca Joanne, informując innych w lokalu, że protest przeniósł się na ulice, które są pełne muczących ludzi i że budynek, w którym mieszkają Mark i Roger, został zamknięty na kłódkę. Akt I kończy się słowami „Viva la vie Boheme” – „Niech żyje Cyganeria” (La Vie Boheme B)

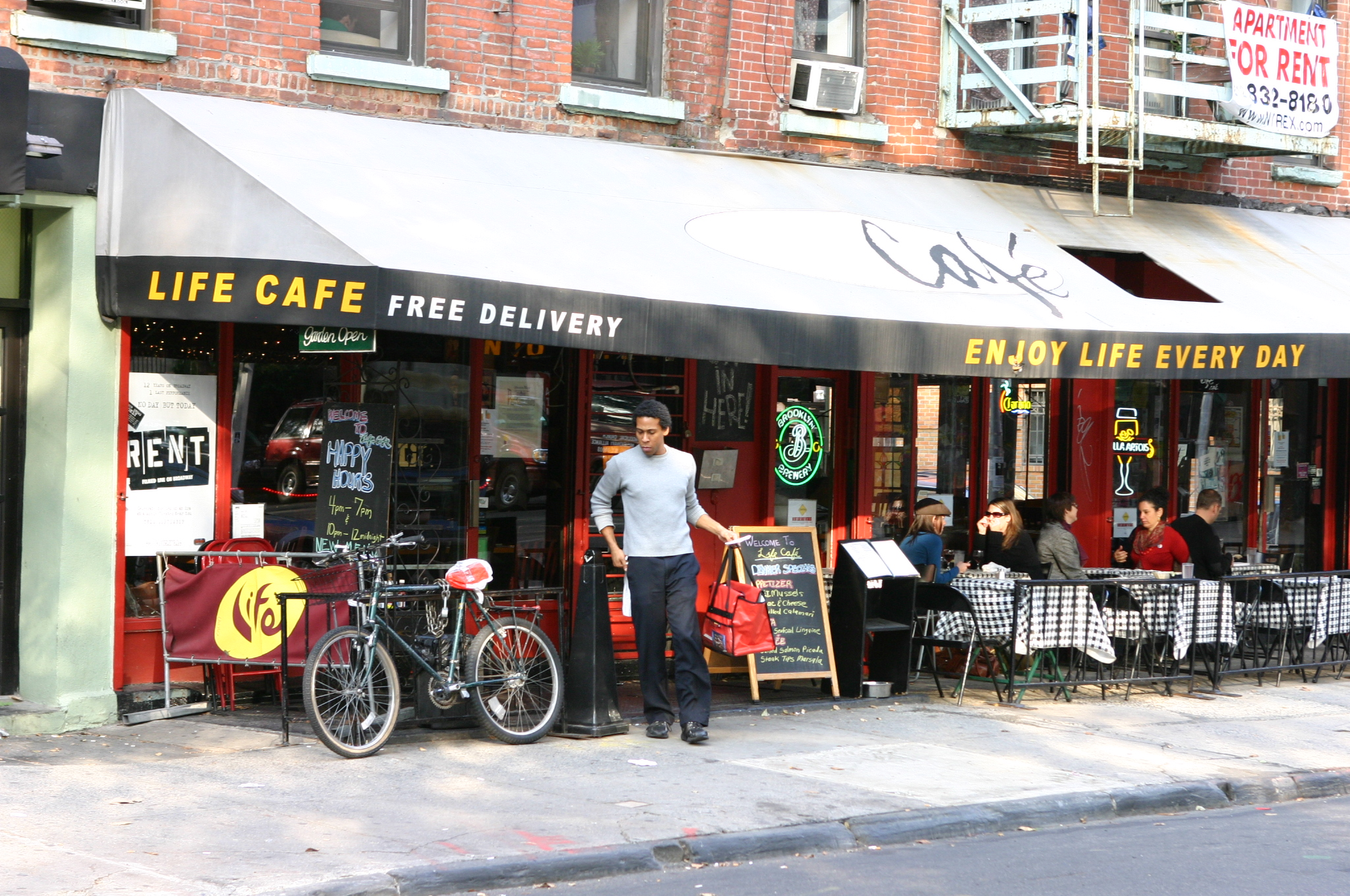
"Life Cafe" – sceneria utworu La Vie Boheme

### Akt II
Na początku drugiego aktu cała obsada stoi w rzędzie na scenie. Utwór zbiorowy Seasons of Love rozważa, jak mierzyć rok życia – odpowiedź brzmi: miłością. Drugi akt rozgrywa się w przeciągu roku (od 31.12 do 24.12 kolejnego roku) – z przeskokami czasowymi.
Cyganeria zebrała się, by świętować Nowy Rok. Przyjaciele wyważają drzwi do loftu. (Happy New Year A). Poczta głosowa ujawnia, że Mark sfilmował performance Maureen i późniejsze zamieszki, a jego reportaż ukazał się w wieczornych wiadomościach i wzbudził zainteresowanie mediów – dzwoni do niego producentka, Alexi Darling. (Voicemail #3) Pojawia się Benny z ofertą rozejmu; artyści mu nie ufają. Podejrzewają, że za zmianą jego stanowiska stoi Mimi, jego była dziewczyna – co oczywiście budzi zazdrość Rogera. Angel próbuje ratować sytuację – wszyscy przyrzekają sobie przyjaźń, Roger i Mimi przepraszają siebie nawzajem. Później Mimi zostaje sama i kupuje od dealera narkotyków działkę (Happy New Year B).
Walentynki. Atmosfera pomiędzy przyjaciółmi zaczyna się psuć. Maureen i Joanne zrywają ze sobą (Take Me Or Leave Me). Angel jest ciężko chory (Seasons of Love B).
Wiosna. Relacje Rogera i Mimi się pogarszają, Roger myśli o wyjeździe z miasta. Mimi wraca do domu późno i Roger podejrzewa, że zdradza go z Bennym. Wychodzi. Utwór Without You pokazuje upływ czasu. Śpiewa w nim głównie Mimi, pod koniec dołącza się Roger. Tekst piosenki dotyczy tęsknoty, jaką oboje odczuwają. Widząc, jak Collins opiekuje się chorym Angelem, podzielone pary uświadamiają sobie małostkowość własnych problemów. Roger i Mimi oraz Joanne i Maureen chronią się nawzajem w swoich ramionach. Do Marka znów dzwoni Alexi, kusząc karierą.(Voicemail #4)
Scena onirycznej orgii (rozgrywającej się najprawdopodobniej w głowie umierającego Angela), w której biorą udział wszyscy główni bohaterowie. Na końcu Roger i Mimi oraz Maureen i Joanne ostatecznie od siebie odchodzą. Każde z nich wypowiada słowa "to koniec". W ustach Collinsa fraza ta nabiera innego znaczenia: Angel umarł (Contact).
Halloween. Na pogrzebie Angela przyjaciele wspominają jego wielkoduszność. Jako ostatni przemawia Collins (I'll Cover You – Reprise). Mark przyjmuje ofertę pracy od Alexi, potem w samotności zastanawia się nad sensem swego życia na uboczu, w roli obserwatora zdarzeń (Halloween). Przyjaciele zaczynają spokojną rozmowę, która przeradza się w kolejną kłótnię. Collins prosi wszystkich o uszanowanie śmierci Angela. Maureen i Joanne godzą się i wracają do siebie. Roger decyduje się na wyjazd do Santa Fe. Mimi próbuje zatrzymać Rogera, lecz ten, opętany idee fixe skomponowania swojej piosenki, wyjeżdża. Benny obiecuje zaopiekować się Mimi, która jest już ciężko chora. (Goodbye Love).
Rozłączeni przyjaciele zastanawiają się nad sensem życia u kresu tysiąclecia, w nowoczesnej Ameryce. „Nie oddychaj zbyt głęboko, nie myśl zbyt dużo, poddaj się pracy”, powtarzają. Jednak Mark nie przestaje myśleć o śmierci Angela, i tego jak do niej doszło, a Roger wciąż kocha Mimi. Jako artyści nie mogą poddać się konsumpcyjnemu stylowi życia, muszą bronić swoich ideałów. Zdeterminowany Roger odnajduje swoją pieśń „w oczach Mimi”, postanawia więc wrócić. Mark rezygnuje z pracy dla telewizji, żeby wreszcie ukończyć swój własny film. (What You Own)
Dzwonią po kolei rodzice wszystkich głównych bohaterów martwiąc się o swoje dzieci (Voice Mail # 5).
Wigilia. Collins przynosi mnóstwo pieniędzy, pochodzących z przeprogramowanych bankomatów. Pojawiają się nagle Joanne i Maureen, które znalazły umierającą Mimi na ulicy. Mimi wyznaje Rogerowi na łożu śmierci miłość (Finale A). Roger śpiewa dla Mimi piosenkę, w której wyznaje, że to ona była "melodią" jego życia, której bezskutecznie szukał gdzie indziej. Również wyznaje jej miłość (Your Eyes). Mimi wchodzi w stadium śmierci klinicznej, lecz po chwili odzyskuje przytomność. Twierdzi, że zmierzała w stronę światła, lecz Angel ją zawrócił. Przyjaciele jeszcze raz gromadzą się, oglądają zakończony film Marka o nich samych, wreszcie śpiewają hymn afirmujący życie – to, które im jeszcze pozostało (Finale B).

## Utwory
Akt I
- Strojenie #1 (Tune Up #1) — Mark i Roger
- Głos na sekretarce #1 (Voice Mail #1) — matka Marka
- Strojenie (Tune Up #2) — Mark, Roger, Collins, i Benny
- Dług (Rent) — Zespół
- Żyjesz kochasiu? (You Okay Honey?) — Angel, Collins i bezdomny
- Strojenie #3 (Tune Up #3) — Mark i Roger
- Pieśń dla sławy (One Song Glory) — Roger
- Zapal płomyk (Light My Candle) — Mimi i Roger
- Głos na sekretarce (Voice Mail #2) — Pan i Pani Jefferson
- Dziś masz swój dzień (Today 4 U) — Collins, Roger, Mark i Angel
- Uwierzcie (You'll See) — Benny, Mark, Roger, Collins i Angel
- Tango: Maureen — Joanne i Mark
- Grupa wsparcia (Life Support) — Zespół
- Na łów (Out Tonight) — Mimi
- Innego dnia (Another Day) — Mimi, Roger i Zespół
- Gdy utracę godność (Will I?) — Zespół
- Na ulicy (On the Street) — Mark, Collins, Angel i bezdomna
- Santa Fe — Collins, Angel i Mark
- Okryję Cię (I'll Cover You) — Angel i Collins
- Jest Okay (We're Okay) — Joanne
- Świąteczne dzwonki (Christmas Bells) — Zespół
- Ponad Księżyc (Over the Moon) — Maureen
- La Vie Bohème A — Zespół
- Chcę powiedzieć (I Should Tell You) — Mimi i Roger
- La Vie Bohème B — Zespół

Akt II
- Czas miłości (Seasons of Love) — Zespół
- Na Nowy Rok (Happy New Year A) — Mark, Roger, Mimi, Collins, Angel, Maureen i Joanne
- Głos na sekretarce #3 (Voice Mail #3) — matka Marka, Alexi Darling
- Na Nowy Rok (Happy New Year B) — Mark, Roger, Mimi, Collins, Angel, Maureen, Joanne i Benny
- Kochaj albo odejdź (Take Me or Leave Me) — Maureen i Joanne
- Czas miłości B (Seasons of Love B) — Zespół
- Bez Ciebie (Without You) — Roger i Mimi
- Głos na sekretarce #4 (Voice Mail #4) — Alexi Darling
- Kontakt (Contact) — Angel i Zespół
- Okryję Cię – Repryza (I'll Cover You (Reprise)) — Collins i Zespół
- Halloween — Mark
- Żegnaj miłości (Goodbye Love) — Mark, Roger, Mimi, Collins, Maureen, Joanne i Benny
- Jesteś, gdy masz (What You Own) — Roger i Mark
- Głos na sekretarce (Voice Mail #5) — matka Rogera, matka Mimi, pan Jefferson i matka Marka
- Finał A (Finale A) — Zespół
- Mój sen (Your Eyes) — Roger
- Finał B (Finale B) — Zespół

## Rejestracje

### Filmowe

#### Adaptacja filmowa
W roku 2005 reżyser Chris Columbus przeniósł musical na duży ekran.
W filmie wystąpili:
- Anthony Rapp – Mark Cohen
- Adam Pascal – Roger Davis
- Rosario Dawson – Mimi Marquez
- Jesse L. Martin – Tom Collins
- Wilson Jermaine Heredia – Angel Dumott Schunard
- Idina Menzel – Maureen Johnson
- Tracie Thoms – Joanne Jefferson
- Taye Diggs – Benjamin Coffin III

Większość aktorów grających główne role występowało w premierowej obsadzie off-broadwayowskiej z 1996 (wyjątkiem są aktorki odtwarzające postaci: Mimi i Joanne). Niektóre elementy fabuły zostały nieznacznie zmienione, a niektóre piosenki lub recytatywy zostały zmienione na dialogi. Największą zmianą w konstrukcji jest przeniesienie utworu Seasons of Love z początku II aktu sztuki na początek filmu. W trakcie montażu zrezygnowano również z utworu Halloween oraz Contact. Film nie zwrócił nakładów na niego poniesionych.

#### Ostatni spektakl
Ostatni broadwayowski spektakl na deskach teatru (z 7 września 2008 roku) został sfilmowany i wyświetlony w kinach oraz wydany na DVD i Blu-ray w lutym 2009 roku.
W obsadzie znaleźli się:
- Adam Kantor jako Mark Cohen
- Will Chase jako Roger Davis
- Renée Elise Goldsberry jako Mimi Marquez
- Michael McElroy jako Tom Collins
- Justin Johnston jako Angel Dumott Schunard
- Eden Espinosa jako Maureen Johnson
- Tracie Thoms jako Joanne Jefferson
- Rodney Hicks jako Benjamin "Benny" Coffin III

W zarejestrowanym przedstawieniu wystąpiły dwie osoby biorące udział w premierze w 1996 – Rodney Hicks (odtwarzający wtedy rolę epizodyczną) oraz Gwen Stewart (odtwarzająca tę samą rolę – bezdomnej).

### Muzyczne

#### Original Broadway Cast Recording
W sierpniu 1996 wydano dwupłytowy album z prawie pełnym zapisem spektaklu zawierający 43 utwory. Ostatni utwór płyty to powtórzenie Seasons of Love z gościnnym udziałem Stevie Wondera. W obsadzie znalazła się premierowa obsada spektaklu.
W grudniu 1999 roku wydano skróconą jednopłytową wersję albumu zawierającą 21 utworów

#### Soundtrack z filmu
We wrześniu 2005 wydano dwupłytowy album z zapisem piosenek z filmu Chrisa Columbusa. Album zawierał 28 utworów i był nagrany przez obsadę filmu. Jednocześnie wydano skróconą, jednopłytową wersję zawierającą 17 utworów.

## Nagrody

### Nagroda Tony
Musical był nominowany w 1996 roku do dziesięciu nagród Tony zdobywając cztery:
- dla najlepszego musicalu
- dla najlepszego libretta – Jonathan Larson
- za najlepszą muzykę – Jonathan Larson
- dla najlepszego aktora drugoplanowego – Wilson Jermaine Heredia

### Inne nagrody w 1996
- Nagroda Pulitzera w kategorii dramatu[27]
- 5 nagród Drama Desk Award
- 2 nagrody Theater World Award dla najlepszego New Talent: Adam Pascal
- 1 nagroda New York Drama Critics Circle Award
- 1 nagroda Outer Critics Circle Award
- 1 nagroda Drama League Award
- 3 nagrody Obie Award[28]